# 澤田夏
澤田夏（澤田なつ）是日本女性聲優。主要為成人遊戲配音。

## 演出作品

### 成人遊戲
2009年
- 夏之雨（篠岡美沙）[1]
- 魔法少女の大切なこと。（式部光）[2]

2010年
- 曉之護衛〜重罪末世論〜（相馬楓）[3]
- 秋空に舞うコンフェティ（佐倉七海）[4]
- 世界征服彼女（古奈菜子）[5]

2011年
- 五彩斑斕的世界（二階堂真紅）[6]
- With Ribbon（槙喜屋華澄）[7]
- 我們沒有羽翼R（中田可菜）[8]
- CAFE SOURIRE（水島芹花）[9]
- Hyper→Highspeed→Genius（明智光理）[10]
- もろびと こぞりて（滝沢四季）[11]
- your diary（藤村奈月）[12]
- World Wide Love! 世界征服彼女ファンディスク（古奈菜子）[13]

2012年
- 五彩斑斕的曙光（二階堂真紅）

2013年
- カルマルカ*サークル（天瀨奈月[14]）
- your diary+（藤村奈月）
- HHG 女神的終焉（梅菲斯特）

2014年
- 曉之護衛Trinity全集（相馬楓）
- your diary+H（藤村奈月[15]）
- 蒼之彼方的四重奏（倉科明日香[16]）

2015年
- 櫻之詩 -櫻の森の上を舞う-（夏目藍）[17]
- 映入紅瞳的世界（二階堂真紅）

2016年
- D.S. -Dal Segno-（藤白乃繪里）[18]

2017年
- D.S. i.F. -Dal Segno-in Future（藤白乃繪里）
- 9-nine- 九次九日九重色（九条都[19]）
- BALDR BRINGER（エリス[20]）

2018年
- 9-nine- 天色天歌天籟音（九條都）

2019年
- 9-nine- 春色春戀春之風（九條都）

2020年
- 綻放★青春全力向前衝！（鹿島理理）

2021年
- Happy Live Show Up!（卡莲提亚·威廉贝尔）[21]

2023年
- Happy Live Show Up Encore!!（卡莲提亚·威廉贝尔）[22]

## 備註
1. ↑  . CUFFS.   [2011-12-18]. （原始内容存档于2012-01-01） （日语）.
2. ↑  . .   [2011-12-18]. （原始内容存档于2016-03-04） （日语）.
3. ↑  .   [2011-12-18] （日语）.[]
4. ↑  . etude.   [2011-12-18]. （原始内容存档于2020-09-25） （日语）.
5. ↑  . Navel.   [2011-12-18]. （原始内容存档于2019-11-14） （日语）.
6. ↑  . FAVORITE.   [2011-12-18]. （原始内容存档于2021-02-17） （日语）.
7. ↑  . Hulotte.   [2011-12-18]. （原始内容存档于2019-09-06） （日语）.
8. ↑  . Navel.   [2011-12-18]. （原始内容存档于2019-11-07） （日语）.
9. ↑  . CUFFS.   [2011-12-18]. （原始内容存档于2012-01-12） （日语）.
10. ↑  .   [2011-12-18]. （原始内容存档于2020-10-31） （日语）.
11. ↑  . CLAPWORKS.   [2011-12-18]. （原始内容存档于2012-01-14） （日语）.
12. ↑  . CUFFS.   [2011-12-18]. （原始内容存档于2019-09-13） （日语）.
13. ↑  . Navel.   [2011-12-18]. （原始内容存档于2020-09-20） （日语）.
14. ↑  . Getchu.com.   [2024-06-21]. （原始内容存档于2023-01-12） （日语）.
15. ↑  . Getchu.com.   [2024-06-21]. （原始内容存档于2020-01-07） （日语）.
16. ↑  . Getchu.com.   [2024-06-21]. （原始内容存档于2020-02-18） （日语）.
17. ↑  . 枕.   [2015-02-17]. （原始内容存档于2020-10-20） （日语）.
18. ↑  . CIRCUS.   [2015-12-03]. （原始内容存档于2019-11-05） （日语）.
19. ↑  . Getchu.com.   [2024-06-21]. （原始内容存档于2022-09-27） （日语）.
20. ↑  . Getchu.com.   [2024-06-21]. （原始内容存档于2022-03-28） （日语）.
21. ↑  . FAVORITE.   [2021-03-19]. （原始内容存档于2022-07-21） （日语）.
22. ↑  . FAVORITE.   [2023-07-14]. （原始内容存档于2023-06-29）.